# Federación Nacional Popular
Federación Nacional Popular (FENAPO) fue una coalición electoral chilena, que tuvo breve existencia durante 1956.

## Historia
Fue presentada oficialmente el 7 de enero de 1956, y estaba integrada inicialmente por el Partido Nacional Agrario (presidido por Julián Echavarrí), el Movimiento Nacional Independiente (presidido por Jorge Lavandero Eyzaguirre), el Movimiento Nacional del Pueblo (MONAP, presidido por Ramón Álvarez Goldsack), y la Federación Socialista (presidida por Juan Garafulic). El 7 de marzo de 1956 se integró a la federación el Partido Radical Doctrinario.
La FENAPO tenía como pretensión formar un partido único, que nacería en una gran convención que convocaría a los militantes de todas las colectividades. Sin embargo, la idea de a poco fue descartada. El primer grupo en retirarse fue el MONAP, y posteriormente lo harían los radicales doctrinarios y la Federación Socialista. Este último desertó de la federación debido a la oposición que encontró en su interior en los nacionales agrarios y nacional independientes, partidos que en agosto de 1956 se fusionaron en el Partido Nacional, constituido formalmente el 8 de agosto.